# Sechov
Sechov (německy Seehof) je vesnice a část obce Kožlí v okrese Havlíčkův Brod. Nachází se asi 3,5 kilometru severně od Kožlí. Sechov je také název katastrálního území o rozloze 3,06 km².

## Historie
Roku 1545 si vesnici nechala do zemských desek zapsat Markéta Ledecká z Říčan jako součást ledečského panství.